# Mjesec povijesti LGBT-a
Mjesec povijesti LGBT-a (engl. LGBT History Month) godišnje je obdržavanje lezbijske, gejske, biseksualne i transrodne povijesti i povijesti istospolnih prava i srodnih pokreta za ljudska prava koje traje mjesec dana. U Sjedinjenim Državama obdržava se tijekom listopada da bi uključio Nacionalni dan izlaska 11. listopada. U Ujedinjenoj Kraljevini obdržava se tijekom veljače da bi koincidirao s velikom proslavom abolicije članka 28. iz 2005.

## U Sjedinjenim Državama
Mjesec povijesti LGBT-a potječe iz Sjedinjenih Država gdje je prvi put bio proslavljen 1994. godine. Utemeljio ga je mizurijski srednjoškolski profesor povijesti Rodney Wilson. Među ranim pobornicima i članovima prvog koordinacijskog odbora bili su Kevin Jennings iz Gejske, lezbijske i heteroseksualne edukacijske mreže (engl. Gay, Lesbian and Straight Education Network, akr. GLSEN), Kevin Boyer iz Gerber-Hartovih gejskih i lezbijskih knjižnice i arhiva u Chicagu (engl. Gerber/Hart Gay and Lesbian Library and Archives in Chicago), Paul Varnell, pisac za Windy City Times, Torey Wilson, čikaški područni učitelj, Johnda Boyce, pročelnica ženskih studija na Državnom sveučilištu u Columbusu i Jessea Greenman s Kalifornijskog sveučilišta u Berkeleyju. Mnoge su gejske i lezbijske organizacije otpočetka poduprle ovaj koncept. Nacionalno edukacijsko udruženje naznačilo je 1995. godine svoju podršku mjesecu povijesti LGBT-a kao i ostalim povijesnim mjesecima u rezoluciji koju je prihvatila njegova glavna skupština.
Wilson je za mjesec proslave odabrao listopad jer je Nacionalni dan izlaska, koji se održavao 11. listopada, dotad već bio široko prihvaćen, a u listopadu se komemorirao i prvi marš na Washington za lezbijsku, gejsku i biseksualnu ravnopravnost i oslobođenje koji su LGBT-ovci izvršili 1979. godine. Namjera je mjeseca povijesti LGBT-a potaknuti iskrenost i otvorenost o tome da se bude LGBT-ovcem.
Iako je isprva bio poznat kao mjesec lezbijske i gejske povijesti, koordinacijski odbor ubrzo je pridodao nazivu i pridjev "biseksualni". Naknadno je postao poznat kao mjesec povijesti LGBT-a. O događaju su se kritički izjasnile npr. Zabrinute žene za Ameriku (engl. Concerned Women for America) i drugi koji vjeruju da je riječ o obliku indoktrinacije.
Dana 2. lipnja 2000. predsjednik Bill Clinton proglasio je lipanj 2000. godine "mjesecom gejskog i lezbijskog ponosa". Predsjednik Barack Obama proglasio je 1. lipnja 2009. godine mjesec lipanj 2009. mjesecom lezbijskog, gejskog, biseksualnog i transrodnog ponosa.
Forum jednakosti, nacionalna i internacionalna organizacija za LGBT-ovska ljudska prava s edukacijskim fokusom, preuzeo je odgovornost za mjesec LGBT-a 2006. godine. Svakog dana listopada jedna je ikona prikazana na videu, biografijom, bibliografijom, slikama koje se mogu preuzeti i ostalim edukativnim izvorima na www.lgbthistorymonth.com.
Forum jednakosti uveo je 2011. godine internu tražilicu za sve ikone od početka 2006. do danas. Klikom na “traži ikonu” i odabirom jedne od stotinu kategorija poput Afroamerikanci, sportaš, Kalifornija, Njemačka, HIV/AIDS, vojska, religija, transrodnost ili omladina posjetiteljima mrežnog mjesta pružit će se poveznice na sve ikone u toj kategoriji.
Godine 2012. dva su američka školska distrikta po prvi put proslavili mjesec povijesti LGBT-a: školski distrikt okruga Browarda na Floridi potpisao je rezoluciju u rujnu radi potpore američkim LGBT-ovcima, a potom je iste godine losanđeleski školski distrikt, drugi po veličini u Americi, također dao svoj potpis.

## U Ujedinjenoj Kraljevini
U UK-u mjesec povijesti LGBT-a pokrenuli su Sue Sanders i Schools Out, a prvo obilježavanje zbilo se u veljači 2005. Događaj se zbio u osvit abolicije članka 28. i imao je za cilj podići osvještenost i boriti se protiv predrasuda o dotad znatno nevidljivoj manjini.
Prva proslava mjeseca 2005. godine zabilježila je organizaciju od preko 150 događaja diljem UK-a. Organizacijska mrežna stranica zabilježila je 50.000 posjeta u veljači 2005. godine. Organizacija je dobila novi logo koji je dizajnirao LGBT-ovski tipograf Tony Malone 2006., a on je također 'preoblikovao' logo za 2007. godinu. Nakon što je 2007. godine Maloneov prvi koncept postao korporacijski logo za nacionalni odbor, svaka iduća godina dobila je svoju poseban znak.

### U Engleskoj
Inicijativa je primila vladinu potporu preko zamjenika Ministarstva obrazovanja i vještina te ministra ravnopravnosti Jacquija Smitha, iako su neki medijski napisi zborili protiv ove političke korektnosti i isticali da je seksualnost nekih povijesnih figura više predmet spekulacija nego činjenica. Pobornici događaja usprotivili su se tome rekavši da je važno suzbijati heteroseksističke stavove u društvu. U Ujedinjenoj Kraljevini namjera je da mjesec povijesti LGBT-a bude godišnji događaj koji će se odvijati svake veljače da bi koincidirao s ferijskim mjesecom u školskom kalendaru.
Ministarstvo obrazovanja i vještina obećalo je financirati mjesec povijesti LGBT-a tijekom prvih dviju godina radi pomaganja njegovu razvoju. Sada je on prilično dobro prepoznat i dobiva potporu iz drugih izvora. Među redovitim pokroviteljima nalaze se Metropolitanska policijska služba, Metropolitanska policijska uprava, Amnesty International i Krunska tužiteljska služba.
Izvorni zaštitnici mjeseca bili su Cyril Nri, Sarah Weir i Ian McKellen koje su 2009. zamijenili Cyril Nri, Angela Eagle, Labi Siffre i Ian McKellen.
Godine 2004. pokrovitelj prvog događaja prije samog početka mjeseca bilo je sadarčko vijeće, a događaj se zbio u Tate Modernu, a sljedeće e godine prvi događaj prije početka mjeseca održan u Empress State Buildingu Metropolitanske policije. Sindikalni kongres ponudio je Kongresni dom 2006. godine, a 2007. godine događaj se zbio u dvorani Kraljevske palače pravde na Strandu. Tijekom godina mnogi su govornici govorili na događajima. Među njima su Ian McKellen, Stella Duffy, Allan Horsfall, Linda Bellos, Baroness Scotland i Barbara Follett.
Premijer Gordon Brown 5. svibnja 2009. godine bio je domaćin prijma u Downingovoj ulici kojim se obilježio mjesec.

### U Škotskoj
Godine 2005. i 2006. u Škotskoj je proslavljen mjesec povijesti LGBT-a kao događaj zajednice LGBT-a, a potpora je bila pružena projektima o povijesti zajednice LGBT-a kao što su Our Story Scotland i Remember When.
Za 2007. i 2008. godinu škotska izvršna vlast osigurala je financijsku potporu za jedno mjesto u LGBT Youth Scotlandu kojim bi se mjesec povijesti LGBT-a prezentirao u široj zajednici uključujući škole i mladenačke skupine.

## Više informacija
- biseksualna američka povijest
- lezbijska američka povijest
- povijest LGBT-a
- kategorija:povijest LGBT-a
- mjesec gejskog i lezbijskog ponosa (lipanj)
- transrodna američka povijest

## Vanjske poveznice
- mrežno mjesto mjeseca povijesti LGBT-a - SAD
- mrežno mjesto mjeseca povijesti LGBT-a - UK
- Queer History  Arhivirana inačica izvorne stranice od 14. studenoga 2009. (Wayback Machine) - mjesto za mlađe osobe
- Gejsko, lezbijsko, biseksualno i tranrodno povijesno društvo
- mrežno mjesto škotske povijesti LGBT-a